# Llefià

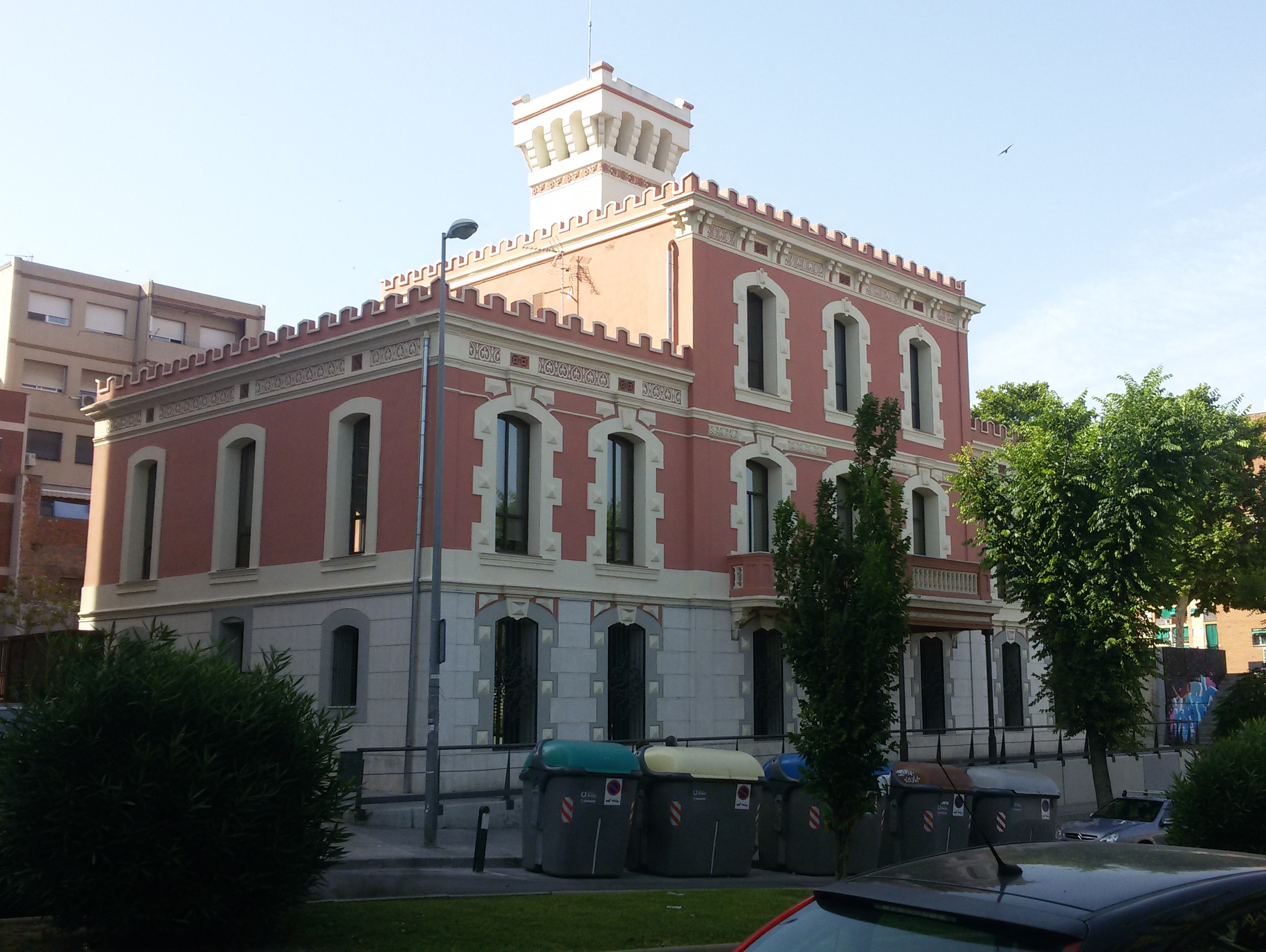
Torre Mena

Llefià és com es coneix popularment als tres barris badalonins anomenats 'de Llefià', que conformaven antigament el Districte V de Badalona; actualment en un districte conjunt amb el barri de  La Salut. Està dividit en tres barris diferents: Sant Antoni de Llefià, Sant Joan de Llefià i Sant Mori de Llefià. Llefià també fou, de fet, un dels veïnats tradicionals de Badalona des de l'edat mitjana fins al segle xx, en què els grans canvis poblacionals i urbanístics de la ciutat canviaren tota la seva fesomia.

## Situació
Limita amb els barris d'Artigues, Sant Roc a l'est; la ciutat de Sant Adrià de Besòs al sud-est; amb La Salut al nord i amb la ciutat de Santa Coloma de Gramenet a l'oest. Té una extensió de 0,97 km quadrats.

## Demografia
Al territori hi viu una població de 42.916 persones, sent aquesta una cinquena part dels 217.424 habitants de Badalona (2014), el que en resulta una de les densitats de població més alta de l'Àrea Metropolitana de Barcelona. La població es distribueix de la següent forma: 
- Sant Antoni: 15.436 hab.[2] i 0,41 km²
- Sant Mori: 15.002 hab.[2] i 0,27 km²
- Sant Joan: 12.478 hab.[2] i 0,29 km²

Es pot dir que la seva població és jove, amb una mitjana d'edat de 30-35 anys i amb un grau d'importància de la joventut d'entre 14-30 anys. Això no obstant, la població s'ha anat estancant, i fins i tot ha anat perdent població. Malgrat que s'ha anat recuperant a poc a poc amb la nova immigració estrangera, principalment marroquina, xinesa o del Pakistan, a més de diferents estats d'Amèrica del Sud.

## Història

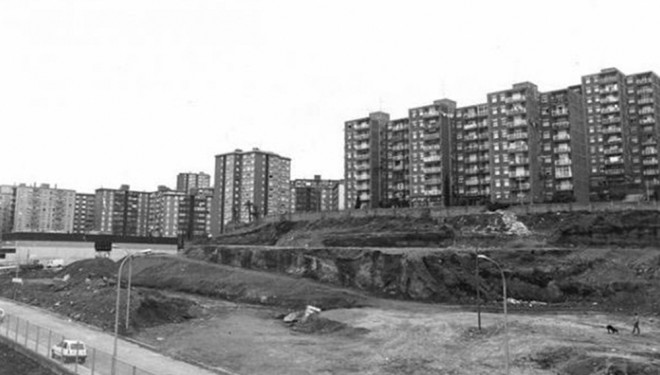
Construcció massiva de cases a Llefià entre els anys 60 i 70

Durant l'edat mitjana trobem les primeres referències de Llefià vers el 996. Com a antic veïnat de Badalona, Llefià abastava un territori molt més extens que els actuals barris de Sant Joan, Sant Mori i Sant Antoni; l'antic territori anava des de la riera de Sant Jeroni fins a Sant Adrià de Besòs, i des del mar fins a Sistrells. Era travessada per l'antiga Via Augusta i, gràcies a la presència de les rieres, era una de les zones agrícoles més riques de la parròquia de Santa Maria, com demostra la gran presència de vil·les que s'hi desenvoluparen.
El nucli feudalitzant de Llefià fou l'antiga torre de can Peixau, amb la seva capella de Sant Salvador que, dins de la tònica general del territori, anirà concentrant una sèrie d'alous dels pagesos amb pocs recursos i així controlar terres suficients per establir-hi pagesos i convertir-se en senyor de terres i homes. Diverses famílies controlaren can Peixau: els Vilar, els Aversó, etc. Era una zona poc poblada, el 1553 es comptabilitzen 17 cases.
Amb l'arribada de la Revolució Industrial, Badalona com d'altres ciutats dels voltants de Barcelona, va experimentar un gran canvi en la seva estructura urbanística i social: l'arribada de les indústries situades als voltants del centre de la ciutat i properes a la línia del ferrocarril el 1848 van afavorir el desenvolupament de la ciutat i dels seus voltants, amb el naixement de polígons industrials i nous barris obrers als voltants d'aquests. Malgrat això, inicialment l'expansió urbanística es va circumscriure a les zones més pròximes del nucli urbà tradicional i, per tant, no afectà a Llefià.
Els canvis del segle xx feren identificar Llefià com els tres barris situats a la Serra d'en Mena. És durant aquest segle quan Llefià comença a prendre la seva forma actual a causa de les diferents urbanitzacions. Les primeres s'inicien entre els anys 1921 i 1925. L'Ajuntament aprovà diferents urbanitzacions en tota la ciutat, algunes de les quals a Llefià. Malgrat aquestes primeres urbanitzacions i l'establiment de segones residències dels barcelonins amb poder adquisitiu, encara es compartia territori amb les vinyes i les parcel·les agràries. A partir de 1930, abans de la Guerra Civil, la barriada comença a créixer notablement en nombre de població, com succeí a tota la ciutat. És entre els anys 20 i 30 en què es produeix la primera onada migratòria amb gent que provenia del camp de Múrcia i Almeria.
Durant el règim franquista és quan es va produir una segona onada migratòria a Badalona molt més forta que l'anterior. Aquesta nova migració. A Badalona van arribar-hi majoritàriament gent del camp andalús, extremeny, i menys notablement, de Galícia, Castella i Lleó i d'altres zones de la península. Els nous immigrants, juntament amb el fenomen del baby boom dels anys 50-60, van tenir una especial significació en el barri, ja d'ençà es produeix la massiva construcció d'habitatges i la definició definitiva de la forma actual del barri.
L'any 2002, gairebé una quarta part dels 210.979 habitants que tenia Badalona vivien al districte de Llefià, amb una densitat de població propera als 10.000 hab/km² mentre que a la resta de l'àrea metropolitana de Barcelona la densitat era de 1.357 hab/km².

## Equipaments

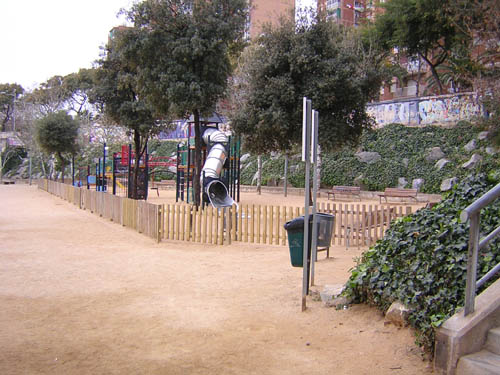
Parc del Gran Sol

El barri disposa de set col·legis d'educació infantil i primària (CEIP) i dos instituts d'ensenyament secundari (IES). Les infraestructures culturals consisteixen en la Biblioteca de Llefià-Xavier Soto, el Centre Cívic Torre Mena, el Casal Cívic de Llefià i el Teatre Blas Infante. També hi ha equipaments esportius com el Poliesportiu de Llefià, el camp de futbol, una piscina, i diversos camps de bàsquet i de petanca. Tanmateix, té diversos espais d'esbarjo entre els quals destaca el Parc del Gran Sol.
Respecte als serveis, Llefià disposa de dos Centres d'Atenció Primària (CAP), una oficina de Benestar Social, un centre de planificació familiar, una residència de gent gran, una oficina de correus i una Oficina de Treball de la Generalitat (OTG-INEM). A més a més, també compta amb estació de metro.

## Associacionisme
Dins del teixit associatiu cal destacar les sis associacions de veïns: AVV Juan Valera, AVV Sant Mori de Llefià, AVV Ronda Sant Antoni, AVV Sant Antoni de Llefià, AVV Sant Joan de Llefià-Gran Sol, AVV Sant Joan Alt de Llefià. A més al barri hi ha centres regionals, AMPA dels centres d'ensenyament, esplais, entitats culturals, entitats esportives, moviments de joves, etc.